# زیلندیا، ساسکاچوان
زیلندیا، ساسکاچوان (به انگلیسی: Zealandia) یک منطقهٔ مسکونی در کانادا است که در ساسکاچوان واقع شده‌است. زیلندیا ۱٫۳۸ کیلومتر مربع مساحت و ۸۰ نفر جمعیت دارد.